# Galería de Arte Contemporáneo (Vancouver)
La galería de Arte Contemporáneo de Vancouver es una organización independiente, sin fines de lucro, localizada en Vancouver, Canadá. Fue establecida en 1971.
En este sitio cultural se realizan exposiciones de artistas locales, nacionales e internacionales, y principalmente de emergentes que ofrecen arte contemporáneo canadiense. En la galería se han presentado obras de artistas célebres de Vancouver como Stan Douglas, Ian Wallace, Rodney Graham, Magor Liz, y Jungen Brian, y otra serie de artistas locales como Damián Moppett, Oksanen Shannon, Pratt Elspeth, MacLeod Myfanwy, entre muchos otros. Entre los artistas de talla internacional que han presentado exposiciones en la galería de Arte Contemporáneo se encuentran Dan Graham, Christopher Williams, Rachel Harrison, Hans-Peter Feldmann y Ceal Floyer. Otras personalidades que han realizado escritos para la galería incluyen a Douglas Coupland, Beatriz Colomina, Arden Roy y Welchman Juan. Aparte de la exposición de arte visual, edita publicaciones, facilita programas de educación y divulgación, charlas y visitas a programas de artistas.